# Pružinka
Pružinka je vodní tok na Středním Pováží, protékající územím okresů Považská Bystrica a Púchov. Je to levostranný přítok Váhu s délkou 17,7 km a průměrným průtokem 1,2 m³/s v ústí.

## Pramen
Pramení v Domanižské kotlině u osady Briestenné v nadmořské výšce přibližně 480 m n. m.

## Směr toku
Od pramene teče nejprve na západ, v obci Pružina se stáčí na severozápad. Po přibrání pravostranného Sverepce pokračuje k obci Beluša na západ. Před touto obcí se dělí na dvě ramena, hlavní pokračuje jihojihozápadním směrem centrem obce až k místu, kde se obě ramena znovu spojují, pak se ohýbá severozápadním směrem, podtéká Nosický kanál a na krátkém úseku teče k ústí na jihozápad.

## Geomorfologické celky
- Žilinská kotlina, podcelek Domanižská kotlina
- Strážovské vrchy, podcelek Trenčianska vrchovina, podcelek Strážovská hornatina, podcelek Podmanínska pahorkatina
- Považské podolie, podcelek Ilavská kotlina

## Přítoky
- pravostranné: potok z oblasti Za Ostrým vrchom, potok z lokality Hvíždelky, Zákopčianka, Podskalský potok, přítok z jihojihovýchodního svahu Prielohů (522,1 m n. m.), potok z obce Horný Lieskov, přítok pramenící severně od kóty 376,0 m, Sverepec, přítok pramenící východně od kóty 386,7 m, Visolajský potok, přítok z oblasti Pravec, Konopný potok (ústí do hlavního ramene v obci Beluša)
- levostranné: tři krátké přítoky z oblasti Pod Sekanou, tři krátké přítoky pramenící západně od obce Pružina, přítok od samoty Podstrážie, Strážovský potok, přítok ze severního úpatí Ostré Malenice (909,2 m n. m.), přítok z východního svahu Babieho (481,0 m n. m.), Slopniansky potok, přítok pramenící severně od kóty 470,3 m n. m., přítok pramenící východně od Borové hôrky (471,6 m n. m.), dva přítoky z oblasti Krškova lazu, přítok ze severozápadního svahu Borové hôrky, přítok pramenící západně od osady Pápežov laz, Kamenický potok, přítok ze západoseverozápadního svahu Vŕšku (461,8 m n. m.) - místně zvaný Kyslá voda

## Ústí
Pružinka se vlévá do Váhu, přičemž před obcí Beluša se koryto větví na dvě ramena, hlavní koryto ústí do Váhu západně od obce v nadmořské výšce cca 244,5 m n. m., zatímco vedlejší rameno (Staré koryto) se většinou vrací do hlavního koryta v centru Beluše, odděluje se další rameno, které ústí do Slatinského potoka západně od Hlože v nadmořské výšce přibližně 246 m n. m.

## Obce
- Briestenné
- Pružina
- Tŕstie
- Dolný Lieskov
- Slopná
- Visolaje
- Beluša